# برناردو پروونتسانو
برناردو پروونتسانو (به ایتالیایی: Bernardo Provenzano)(۳۱ ژانویهٔ ۱۹۳۳ – ۱۳ ژوئیهٔ ۲۰۱۶) گانگستر اهل ایتالیا و رهبر خانواده مافیای شهر کورلئونه بود. او پس از ۴۳ سال متواری بودن از پلیس، در سال ۲۰۰۶ دستگیر شد.
پروونتسانو در طول مدت مخفی شدن، از استفاده از تلفن اجتناب می‌کرد و ارتباط او با زیردستان و خانواده از طریق مکاتبه انجام می‌شد. در این مکاتبات از رمز سزار استفاده می‌کرد که فاقد امنیت است و همین نقص امنیتی در نهایت باعث دستگیری او شد. او در ۱۱ آوریل ۲۰۰۶ توسط پلیس ایتالیا در کورلئونه دستگیر شد و باقی عمر خود را در زندان گذراند. او در مجموع به ۲۰ بار حبس ابد و ۴۹ سال زندان محکوم شده بود که ۳۳ سال و شش ماه از آن حبس انفرادی بود. وی در ۱۳ ژوئیه ۲۰۱۶ در سن ۸۳ سالگی بر اثر ابتلا به سرطان مثانه در بیمارستانی در میلان درگذشت. جسد او سوزانده شد و خاکسترش در مقبرهٔ خانوادگی در شهر محل تولدش دفن شد.